# Alternanthera rosea
Alternanthera rosea är en amarantväxtart som först beskrevs av Thomas Morong, och fick sitt nu gällande namn av Edwin Burton Uline och W. L. Bray. Alternanthera rosea ingår i släktet alternanter, och familjen amarantväxter. Inga underarter finns listade i Catalogue of Life.